# Mínim comú múltiple
El mínim comú múltiple (m.c.m.) de dos o més nombres enters positius és el menor nombre enter positiu que és múltiple de tots ells. Per exemple, si tenim el 72 i el 50 considerem els múltiples enters positius de cadascun:
múltiples de 72: 72, 144, 216, 288, ..., 432, 504, .....1800, ......
múltiples del 50: 50, 100, 150, ....., 1750,1800, ......
S'observa que el menor nombre enter el positiu que és múltiple dels dos és el 1800.
Tot seguit es mostren dos mètodes per al seu càlcul:

## Mètode 1
El mètode general per calcular el mínim comú múltiple de dos o més nombres consisteix a descompondre els nombres en factors primers i després prendre els factors comuns i no comuns amb el major exponent amb què apareguin i els factors no comuns també amb el seu major exponent. Multiplicant tots aquest factors trobem el m.c.m.

Divisors de 72 i 50

Per exemple, m.c.m.= mínim comú múltiple de 72 i 50:
| {\displaystyle {\begin{array}{r\|l}72&2\\36&2\\18&2\\9&3\\3&3\\1&\end{array}}} |
| {\displaystyle 72=2^{3}\cdot 3^{2}\,}                                          |

| {\displaystyle {\begin{array}{r\|l}50&2\\25&5\\5&5\\1&\end{array}}} |
| {\displaystyle 50=2\cdot 5^{2}\,}                                   |

{\displaystyle m.c.m.(72,50)=2^{3}\cdot 3^{2}\cdot 5^{2}=1800}

## Mètode 2
També es pot calcular el mínim comú múltiple coneixent el màxim comú divisor dels nombres. Usem aquesta propietat:
{\displaystyle {a\cdot b}=m.c.m.(a,b)\cdot {m.c.d.(a,b)}}
El producte de dos nombres és igual al producte del seu m.c.m. pel seu m.c.d.
Per tant, aïllem el mínim comú múltiple de la fórmula anterior i tenim:
{\displaystyle m.c.m.(a,b)={\frac {a\cdot b}{m.c.d.(a,b)}}}
El mínim comú múltiple de dos nombres és el producte dels dos nombres dividit entre el seu màxim comú divisor.
Exemple:
{\displaystyle m.c.m.(72,50)={\frac {72\cdot 50}{m.c.d.(72,50)}}={\frac {3600}{2}}=1800}

## Propietats
Les propietats del m.c.m. són, en certa forma, duals de les del màxim comú divisor:
- El m.c.m. de diversos nombres és necessàriament més gran o igual que el més gran d'aquests.
- Si un nombre és múltiple d'un altre, el més gran és el m.c.m.
- El m.c.m. de dos nombres primers entre si és el resultat de multiplicar aquests nombres.
- Els múltiples comuns de dos o més nombres són múltiples del m.c.m. d'aquests nombres.
- El m.c.d. multiplicat pel m.c.m. de dos nombres dona com a resultat el producte dels dos nombres.[5]

{\displaystyle m.c.d.(a,b)*m.c.m.(a,b)=a*b}
- Qualsevol múltiple comú a a i b és un múltiple de {\displaystyle m.c.m.(a,b)}.
- m.c.m.(a, b) = m.c.m.(|a|, |b|).
- m.c.m.(a, b) = m.c.m.(b, a).
- m.c.m.(a, 0) = 0.
- m.c.m.(a, a) = a.
- m.c.m.(a, m.c.m.(b, c)) = m.c.m.(m.c.m.(a, b), c), cosa que permet calcular el m.c.m de tres o més nombres.
- Si a i b són coprimers, aleshores {\displaystyle m.c.m.(a,b)=|ab|}

## Usos
El m.c.m. s'empra per a sumar fraccions de distint denominador; només cal unificar cada fracció a un únic denominador, essent aquest denominador el m.c.m.; per exemple,
{\displaystyle {\frac {1}{6}}+{\frac {1}{33}}={\frac {11}{66}}+{\frac {2}{66}}={\frac {13}{66}}}

## El m.c.m. als anells principals
Si A és un anell principal i I i J en són ideals, la ideal intersecció dels ideals I i J és l'ideal mínim comú múltiple dels ideals I i J.
i també serveix per a restes.